# Anomoia distincta
Anomoia distincta är en tvåvingeart som först beskrevs av Zia 1939.  Anomoia distincta ingår i släktet Anomoia och familjen borrflugor. Inga underarter finns listade i Catalogue of Life.